# Sven Trolldal
Sven Anders Gunnar Trolldal, född 17 januari 1932 i Ragunda, död 26 oktober 2024 i Matteus distrikt i Norrköping, var en svensk radioproducent, regissör och redaktör.

## Biografi
Trolldal växte upp i Ragunda och närde under barndomen en dröm om att bli skådespelare. Han studerade vid Uppsala universitet där han även mötte sin blivande hustru Ingela som han förblev gift med till hennes död 2013.
Karriären kom att tangera barndomens dröm om skådespeleri då han under sin karriär arbetat mycket med teater. Under 1960-talet arbetade han på Sveriges Radio, bland annat på Radioteatern för att från och med 1972 börja producera radioteater i Norrköping och arbetade bland annat med radioföljetonger och bearbetade romaner för radio. Som pensionär var han från 2008 som ordförande för Östgötateaterns vänförening.
Trolldal gav ut tre böcker och producerade ett antal radioprogram.
Han var sommarvärd i Sommar i Sveriges Radio P1 14 augusti 1975, 20 augusti 1976 och slutligen 12 augusti 1977. 

## Radioproduktioner
- Stenarna skola ropa Ruth Rendell. Radiobearbetning och produktion[3], Sven Trolldal